# Full-size Ford
"Full-size Ford" är en term för bilmodeller tillverkade av amerikanska biltillverkaren Ford Motor Company som har ungefär samma grund sedan T-Forden från 1908, fram till modellen Crown Victoria som slutade tillverkas 2011. 
Termen "full-size Ford" började användas efter att Ford introducerade kompakta bilar och mid-size bilar på 1960-talet, för att skilja på modellerna.